# 雷娜特·博伊
雷娜特·博伊（德語：Renate Boy，1939年1月24日—2023年1月5日），旧姓加里施-库尔贝格尔（Garisch-Culmberger），德国女子田径运动员。她曾代表德国联队、东德参加1960年、1964年和1968年夏季奥林匹克运动会田径比赛，获得一枚银牌。